# タレックス光学工業

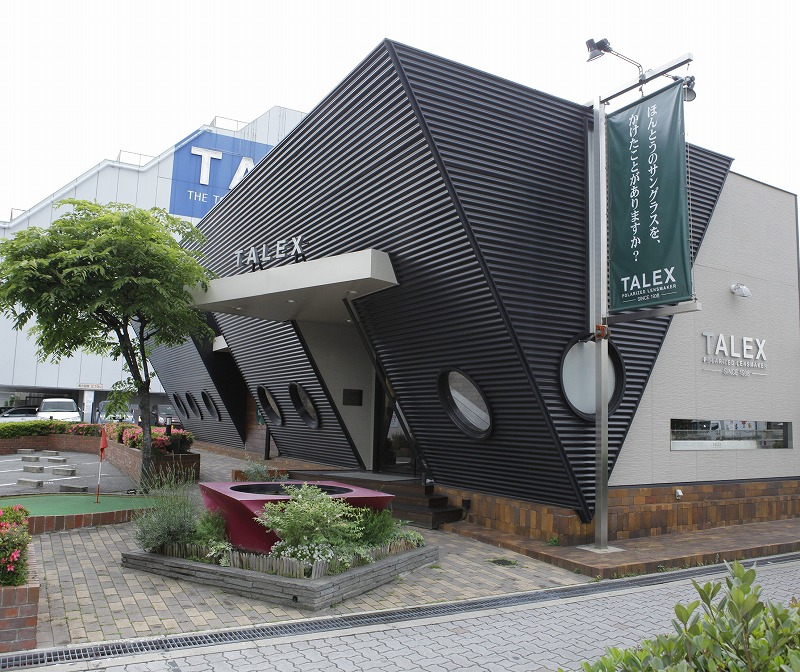
直営店PROSHOP&SHOWROOM TALEX

株式会社タレックス(かぶしきがしゃタレックス）は、大阪市生野区に本社を置くサングラスの偏光レンズ専門メーカーである。1938年（昭和13年）5月設立。代表者は田村皖一（代表取締役）。資本金1400万円。本社所在地は、大阪府大阪市生野区田島4-5-6。

## 沿革
- 1938年（昭和13年） - 田村レンズ製作所として創業。
- 1966年（昭和41年） - ガラスレンズの製造から偏光レンズ専業メーカーへ変身。
- 1975年（昭和50年） - 全面均整の球面プラスチック偏光レンズの開発。
- 1984年（昭和59年） - ロサンゼルスオリンピックの指定サングラスに採用される。
- 1985年（昭和60年） - アメリカ・カナダ・ヨーロッパ・オーストラリアの一流ブランドへの輸出を拡大。
- 1990年（平成2年） - 紫外線UV400を99%以上カットするガラス偏光レンズ発表。
- 1992年（平成4年） - プラスチック偏光調光レンズの開発に成功。
- 1996年（平成8年） - 直営店 PROSHOP＆SHOWROOM TALEXをオープン。
- 1999年（平成11年） - TALEX PROSHOP展開（眼鏡小売店への直販）を開始。
- 2000年（平成12年） - 「トゥルービュースポーツ」発表。
- 2001年（平成13年） - 「アクションコパー」発表。
- 2003年（平成15年） - 「トゥルービューフォーカス」発表。
- 2004年（平成16年） - ozniS（オズニス）とのコラボレーションを実現。
- 2006年（平成18年） - 光学性能を満たした新素材、超・耐衝撃性偏光レンズ「CACCHU」（カッチュウ）発表。
- 2010年（平成22年） - 大阪市営バス運転手による「ザ・レンズTALEX」の運転疲労に対する抗疲労検証実験を実施。
- 2011年（平成23年） - 高屈折1.60 球面単焦点デビュー、発表。
- 2023年（令和5年） - LRT「ライトライン」運転士による「TRUEVIEW」（トゥルービュー）の運転疲労に対する抗疲労検証実験を実施。